# Tano (Kōchi)
Tano (jap. 田野町 Tano-chō) – miasto w Japonii, na wyspie Sikoku, w prefekturze Kōchi. Według danych na rok 2020 miejscowość zamieszkiwało 2 498 mieszkańców , a gęstość zaludnienia wyniosła 382,5 os./km².